# Péninsule de Mawson
La Péninsule de Mawson (Mawson Peninsula) est une péninsule élevée (455 m) et étroite de la côte de George V en Antarctique.
Cartographiée par l'opération Highjump de 1946-1947 grâce à des prises de vues aériennes, elle fut nommée en l'honneur de Douglas Mawson.
Le cap nord de la péninsule est le cap Hudson (68° 20′ S, 153° 45′ E), nommé en hommage à l'officier américain William L. Hudson (en) (1794-1862).